# Dvorana Gradski vrt
Dvorana Gradski vrt – hala widowiskowo-sportowa w chorwackim mieście Osijek.
Obiekt jest własnością miasta i zarządzany przez miejską spółkę celową Športski objekti doo. Zaprojektowali go Gordana Domić i Boris Koružnjak, budowa trwała w latach 2006–2008, zaś na inaugurację 28 grudnia 2008 roku rozegrano mecz piłki ręcznej Chorwacja–Rosja. Koszt zakupu gruntu i budowy wyniósł około 240 milionów kun, choć wcześniejsze szacunki mówiły o kwocie dwukrotnie, a w pierwotnym projekcie blisko czterokrotnie wyższej.
Powierzchnia obiektu wynosi 18 590 m², a na czterech poziomach znajdują się:
- poziom 0 – hale A, C, D, F, G, sauna, szatnie, toalety, sklepy i restauracje;
- poziom 1 – hala B, kawiarnia, pomieszczenia klubowe, pomieszczenia dla prasy, toalety;
- poziom 2 – tunel lekkoatletyczny, pomieszczenia techniczne;
- poziom 3 – pomieszczenia techniczne, pomieszczenia dla komentatorów i telewizji.

Główna hala (A), która może być podzielona na trzy części, ma wymiary 35x50 metrów i na trybunach posiada 2502 miejsc stałych i 1036 wysuwanych, natomiast w hali B o wymiarach 30x32 metry może zasiąść 1448 osób. Dwie mniejsze hale (C i D) mają wymiary 22x16 metrów, zaś sale G i H zostały przeznaczone na siłownie. Tunel lekkoatletyczny (E) zlokalizowany na poziomie 2 ma długość 87 metrów przy szerokości 12 metrów. Infrastruktury dopełniają szatnie, toalety, sauny z małym basenem, pomieszczenia medyczne, rehabilitacyjne oraz do kontroli dopingowej.
Obiekt jest bazą kilkunastu klubów – siatkówki, piłki ręcznej, taekwondo, judo, karate, lekkoatletyki, boksu i tenisa stołowego. Prócz zawodów sportowych organizowane są w nim również konferencje, wystawy, targi, koncerty, pokazy mody czy festiwale.